# The Soul Clinic
| Recensione | Giudizio |
| ---------- | -------- |
| AllMusic   | [ 1 ]    |

The Soul Clinic è il secondo album discografico del sassofonista jazz statunitense Hank Crawford, pubblicato dalla casa discografica Atlantic Records nel 1961.

## Tracce

### LP
Lato A
1. Please Send Me Someone to Love – 3:28 (Percy Mayfield) – Registrato il 24 febbraio 1961
2. Easy Living – 5:27 (Leo Robin, Ralph Rainger) – Registrato il 24 febbraio 1961
3. Playmates – 4:21 (Hank Crawford) – Registrato il 2 maggio 1961
4. What a Difference a Day Made – 5:30 (Maria Grever, Stanley Adams) – Registrato il 7 ottobre 1960

Lato B
1. Me and My Baby – 4:19 (Horace Silver) – Registrato il 24 febbraio 1961
2. Lorelei's Lament – 5:36 (Hank Crawford) – Registrato il 2 maggio 1961
3. Blue Stone – 6:05 (Hank Crawford) – Registrato il 2 maggio 1961

## Musicisti
- Hank Crawford - sassofono alto
- Hank Crawford - pianoforte (brano: Please Send Me Someone to Love)
- Dave Fathead Newman - sassofono tenore
- Leroy Hog Cooper - sassofono baritono
- Phillip Guilbeau - tromba (tromba solo nel brano: What a Difference a Day Made)
- John Hunt - tromba, flicorno
- Edgar Willis - contrabbasso
- Bruno Carr - batteria (eccetto nel brano: What a Difference a Day Made)
- Milt Turner - batteria (solo nel brano: What a Difference a Day Made)

Note aggiuntive
- Nesuhi Ertegun - produttore e supervisore
- Registrazioni effettuate il 7 ottobre 1960 ed il 24 febbraio e 2 maggio 1961 a New York City, New York
- Tom Dowd, Phil Iehle, Bob Arnold e George Engfer - ingegneri delle registrazioni
- Elbert Budin - fotografia copertina album originale
- Loring Eutemey - design copertina album originale
- Ralph J. Gleason - note retrocopertina album originale[2]